# 広野町立広野小学校
広野町立広野小学校（ひろのちょうりつひろのしょうがっこう）は、福島県双葉郡広野町中央台3丁目にある公立小学校。

## 沿革
- 1873年（明治6年） - 北迫村林蔵寺に習生学校として開校。教室は、林蔵寺の本堂が使われた。
- 1877年（明治10年） - 北迫村西町に移転し、北迫小学校と改称。
- 1889年（明治22年） - 広野小学校と改称。
- 1900年（明治33年） - 現在の築地公園の場所に校舎移転。
- 1902年（明治35年） - 広野尋常高等小学校と改称。
- 1941年（昭和16年） - 国民学校令により、広野町国民学校と改称。
- 1947年（昭和22年） - 学制改革により、広野町立広野小学校と改称。
- 1987年（昭和62年） - 現在地に移転。
- 2011年（平成23年）
  - 3月11日 - 14時46分頃に発生した東日本大震災（東北地方太平洋沖地震）とその後に発生した東京電力福島第一原子力発電所事故により、臨時休校となる[1]。
  - 8月25日 - この日から、いわき市の学校を間借りし、授業再開[1]。
  - 10月 - この月から、本校舎の除染・災害復旧・空調設備設置の各工事を実施[1]。
- 2012年（平成24年）8月27日 - 元の学校での授業が再開[1]。

## 通学区域
- 広野町全域[2]

## 進学先中学校
- 広野町立広野中学校

## 周辺
- 福島県立ふたば未来学園中学校・高等学校
  - 立志寮 - 校地北東側に敷地が隣接。
  - 本校舎 - 広野町総合グラウンドの西側に位置する。
- 広野町運動場 - 校地西側に敷地が隣接。
- 広野町テニスコート - 校地西側に敷地が隣接。
- 広野町総合グラウンド - 広野町道をはさんで、校地南西側に隣接。
- 広野町中央体育館
- 広野町公民館 - 中央体育館と同一敷地内。
- 広野町老人福祉センター
- 広野町立広野こども園 - 進学前こども園のひとつ。
- 広野町保健センター
- 広野町児童館
- 広野町役場
- イオン広野店 - 広野町役場に隣接。
- 国道6号線
- ひろの未来館
- 広野町立広野中学校

## アクセス
- JR東日本常磐線広野駅から、徒歩約1km・約15分。
- 広野町民バス「上北迫・上浅見川・下浅見川コース」・「折木・夕筋コース」・「中央台・下北迫・広洋台コース」で、「保健センター前」停留所下車後、徒歩約260m・約4分。
  - なお、運行は月曜日と水曜日および金曜日のみとなり、それ以外の平日は「デマンド交通“NOSSE（のっせ）”」（事前予約制・利用は「広野町の住民基本台帳に登録されている方」(事実上の広野町民のみ)）の利用となる。